# Lockdown Trilogy
Lockdown Trilogy è la prima raccolta del cantautore polacco Mariusz Duda, pubblicato il 20 maggio 2022 dalla Kscope.

## Descrizione
Si tratta di un artbook composto dalle versioni CD dei tre album registrati da Duda durante la pandemia di COVID-19 e distribuiti tra il 2020 e il 2021 (Lockdown Spaces, Claustrophobic Universe e Interior Drawings), con l'aggiunta di un quarto disco di materiale inedito, l'EP Let's Meet Outside, registrato nel mese di gennaio 2022.

## Tracce
Musiche di Mariusz Duda.
CD 1 – Lockdown Spaces
1. Isolated – 5:51
2. Lockdown Spaces – 2:54
3. Bricks – 6:32
4. Waiting – 2:08
5. Thought Invaders – 4:20
6. Pixel Heart – 5:26
7. Silent Hall – 1:09
8. Unboxing Hope – 5:00
9. Screensaver – 0:55

CD 2 – Claustrophobic Universe
1. Knock Lock – 3:58
2. Planets in a Milk Bowl – 4:12
3. I Landed on Mars – 2:50
4. Waves from a Flat Earth – 3:52
5. 2084 – 4:40
6. Escape Pod – 6:52
7. Lemon Flavoured Stars – 4:17
8. Claustrophobic Universe – 5:59
9. Numbers and Denials – 5:20

CD 3 – Interior Drawings
1. Racing Thoughts – 5:19
2. Interior Drawings – 5:44
3. Shapes in Notebooks – 4:50
4. Prisoner by Request – 5:39
5. Dream of Calm – 3:25
6. How to Overcome Crisis – 4:55
7. Almost Done – 6:29
8. Temporary Happiness – 5:16

CD 4 – Let's Meet Outside
1. It All Started with This – 1:51
2. Lockdown 90-92 – 4:13
3. Offline Reverse – 4:24
4. News from the World – 7:52
5. Let's Meet Outside – 3:18
6. Drawing Rain – 2:15

## Formazione
- Mariusz Duda – voce, strumentazione, produzione
- Magda Srzedniccy – produzione, registrazione
- Robert Srzedniccy – produzione, registrazione
- Hajo Müller – copertina